# 柯金蒂洛赫
柯金蒂洛赫 （英語：Kirkintilloch，/ˌkɜːrkɪnˈtɪləx/） 是英国苏格兰东邓巴顿郡的一个小镇。它位于福斯-克莱德运河沿岸，距离格拉斯哥市中心约13公里。该镇历史上曾属邓巴顿郡，现在是苏格兰东邓巴顿郡议会区的行政中心。

## 地名语源
该镇的英文名称“Kirkintilloch”可能来自盖尔语的“Cair（Cathair） Cheann Tulaich”，意为“山脚下的堡垒”。这与同属凯尔特语族的坎伯兰语名称“Caer-pen-taloch”含义相同。这里的“堡垒”可能是指罗马人在入侵不列颠时期留下的防御工事。
该镇名也可以从字面上做出另一种解释：“Kirk in tilloch”（低地苏格兰语：田野上的教会）。当地人常以“Kirkie”或“Kirky”等口语缩略形式简称该镇（“Kirk”在低地苏格兰语中意为教堂、教会）。

## 历史

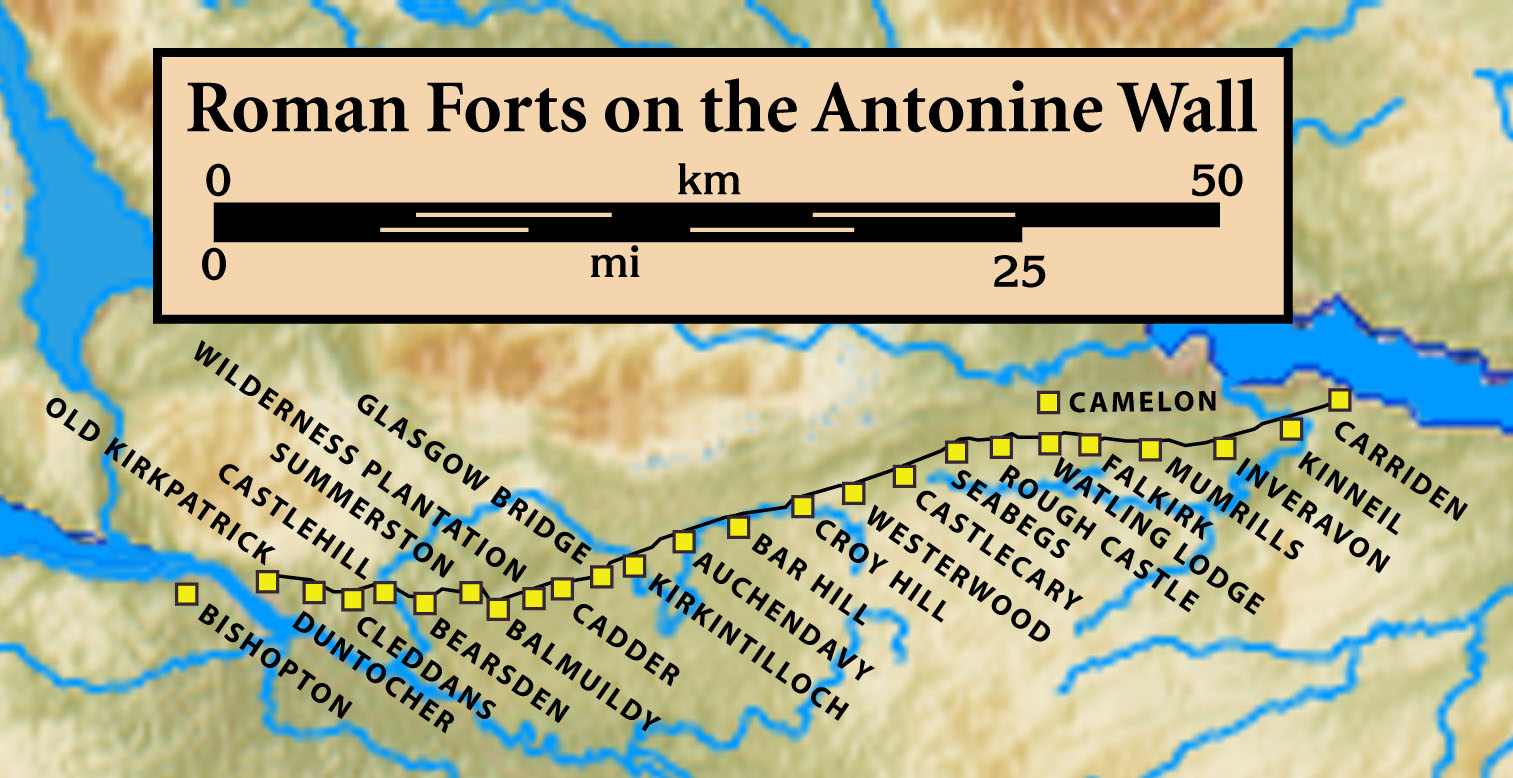
安多宁长城

柯金蒂洛赫最早的历史可以追溯到公元2世纪中叶的罗马征服不列颠时期。罗马人在大不列颠岛领地的最北边建立了安多宁长城，用来防御北方苏格兰先住民的进攻。它取代了南方的哈德良长城，扩大了罗马帝国在大不列颠岛的统治范围。2009年，“罗马帝国的边界”入选联合国教科文组织世界遗产，安多宁长城包含其中。该城墙穿过了现在的柯金蒂洛赫，并一直延伸到镇中心。直到今天，人们仍然可以在该镇附近看到城墙的痕迹。在之后的一千年里，没有确凿的证据证明此地有部落定居。直到十二世纪，这里形成了小型村落，人口逐渐增加，成为了从格拉斯哥到苏格兰东部的重要中转站。1211年，柯金蒂洛赫成为了苏格兰皇家自治城镇。
在大英帝国时期，该镇是苏格兰工业革命的重要发源地之一。这里的棉纺织工业曾一度蓬勃发展。随着1790年福斯-克莱德运河的开通运行，以及1826年苏格兰第一条公共货运铁路芒克兰-柯金蒂洛赫铁路的通车，该镇发展成为苏格兰重要的工业交通枢纽、内陆港口和船舶制造中心。
柯金蒂洛赫铸造厂成立于1880年，曾出产英国红色电话亭，远销海外。该厂最终在1984年关闭。
鉴于酒精饮料对国民健康的负面影响，英国自由党在20世纪早期曾发起节制酒精的运动。该镇受此影响，于1921年开始禁止在公共场所出售酒精饮料。该禁令直到1968年才结束。
20世纪60年代，苏格兰大都市区的重新规划让格拉斯哥市的大量人口搬迁至郊外。柯金蒂洛赫作为斯特拉斯克尔文地区（原苏格兰行政区划）的重镇，接收了大量的格拉斯哥过剩人口，并建设了大批新住宅区。
1992年3月11日，戴安娜王妃访问了柯金蒂洛赫，并出席了丽晶（英語：Regent）购物中心的开业仪式，受到了当地人民的热烈欢迎。
如今的柯金蒂洛赫正在重点发展旅游业，该镇有名的历史建筑包括市政厅（1906年），以及现已改装为博物馆的圣玛丽教堂（1644年）和老苏格兰教会。

## 友好城市
- 日本北海道余市町[19]

## 著名人物
- 格雷格·怀尔德 - 职业足球运动员，位置是中场[20]

## 图集

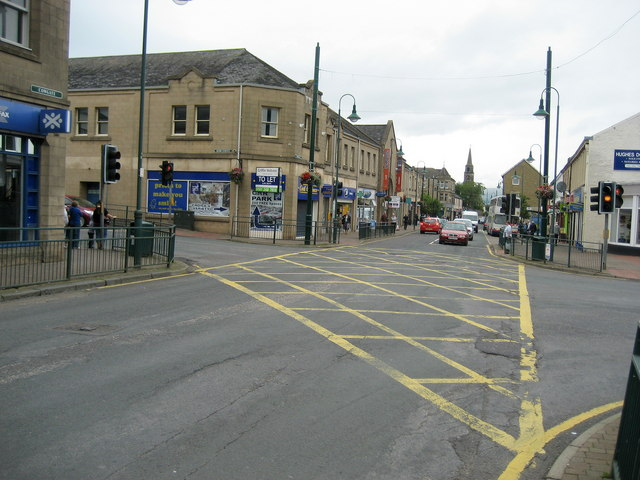
城镇中心
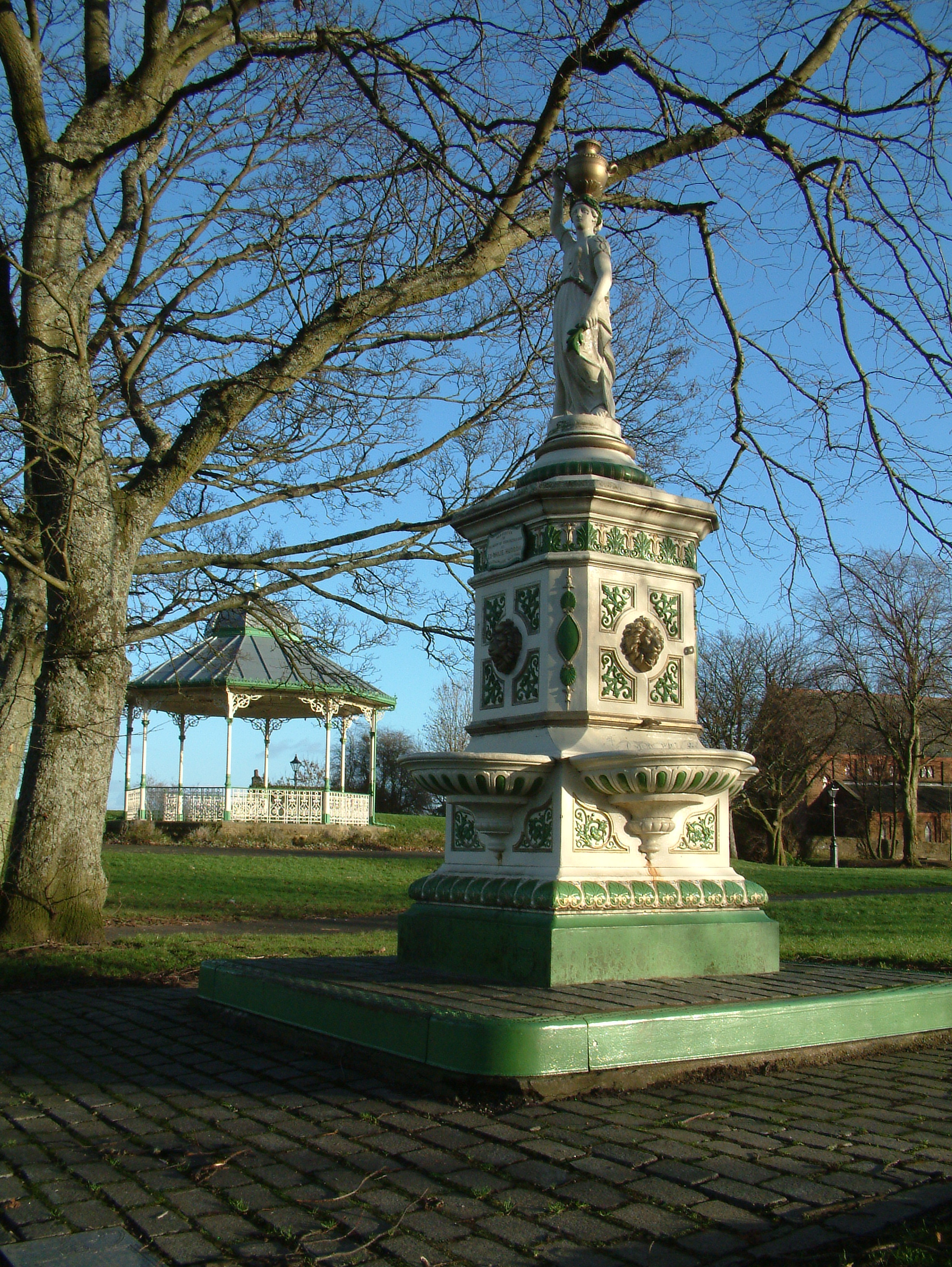
喷泉
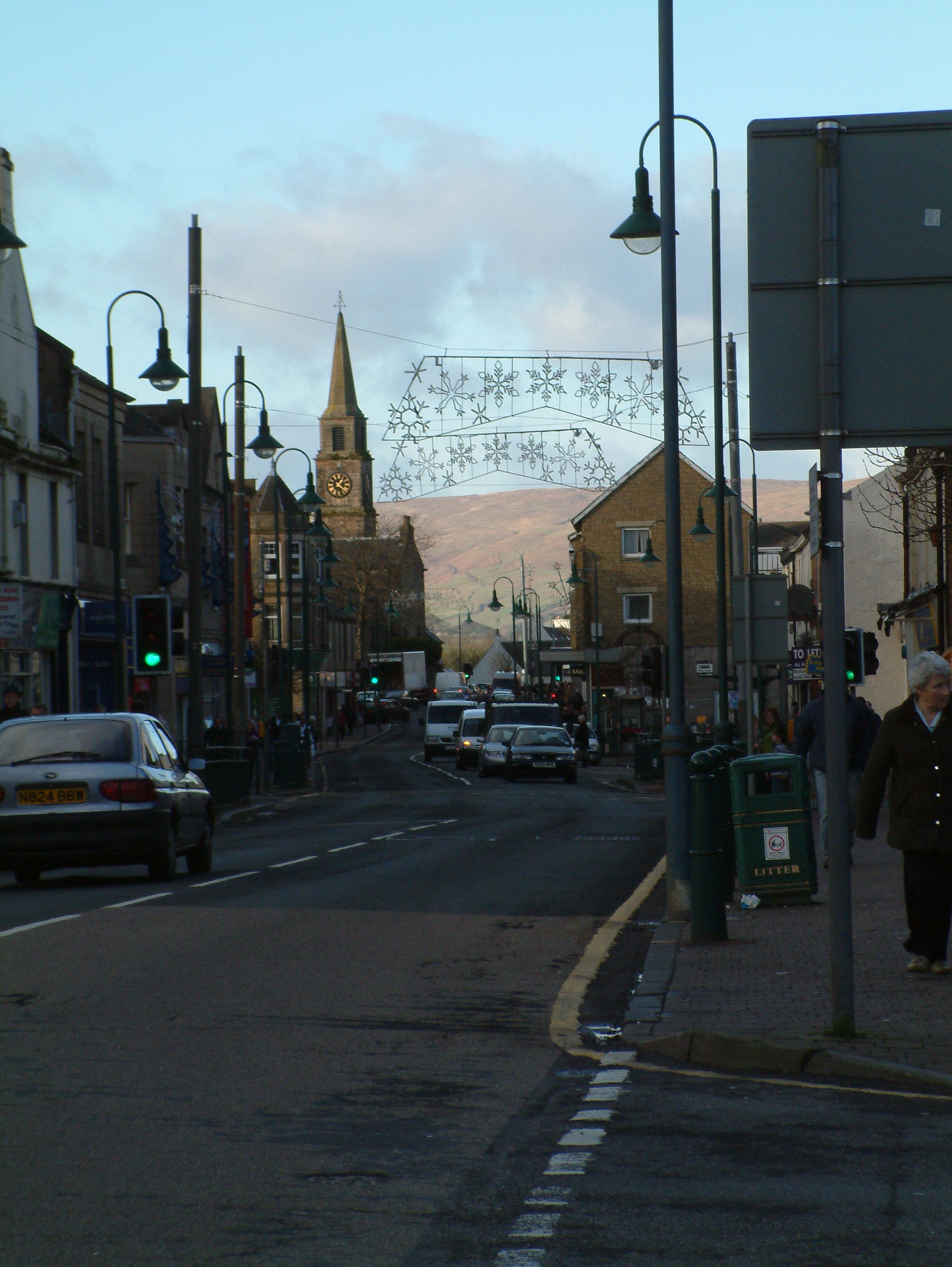
市内主干道
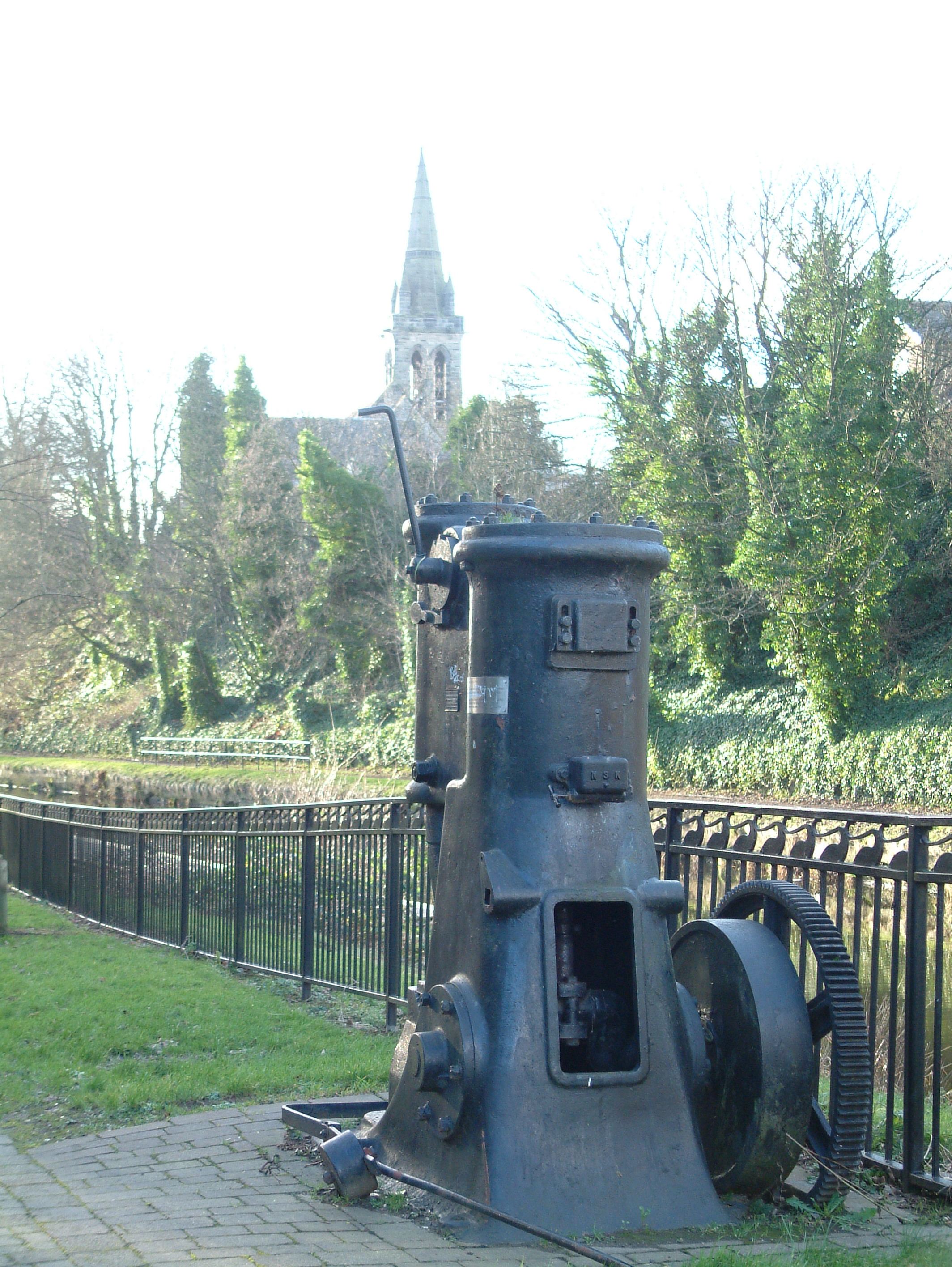
运河边的散步道
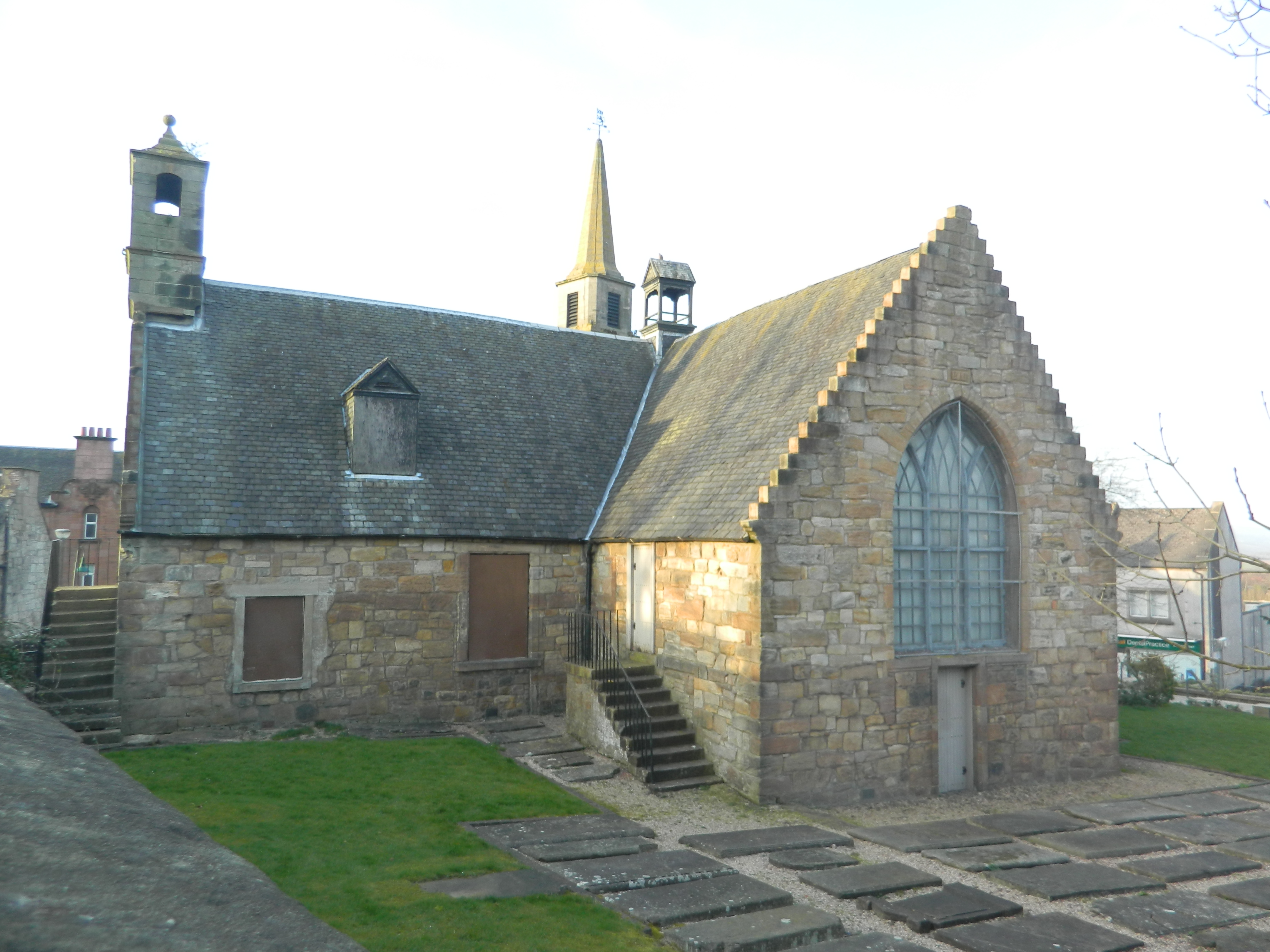
老苏格兰教会

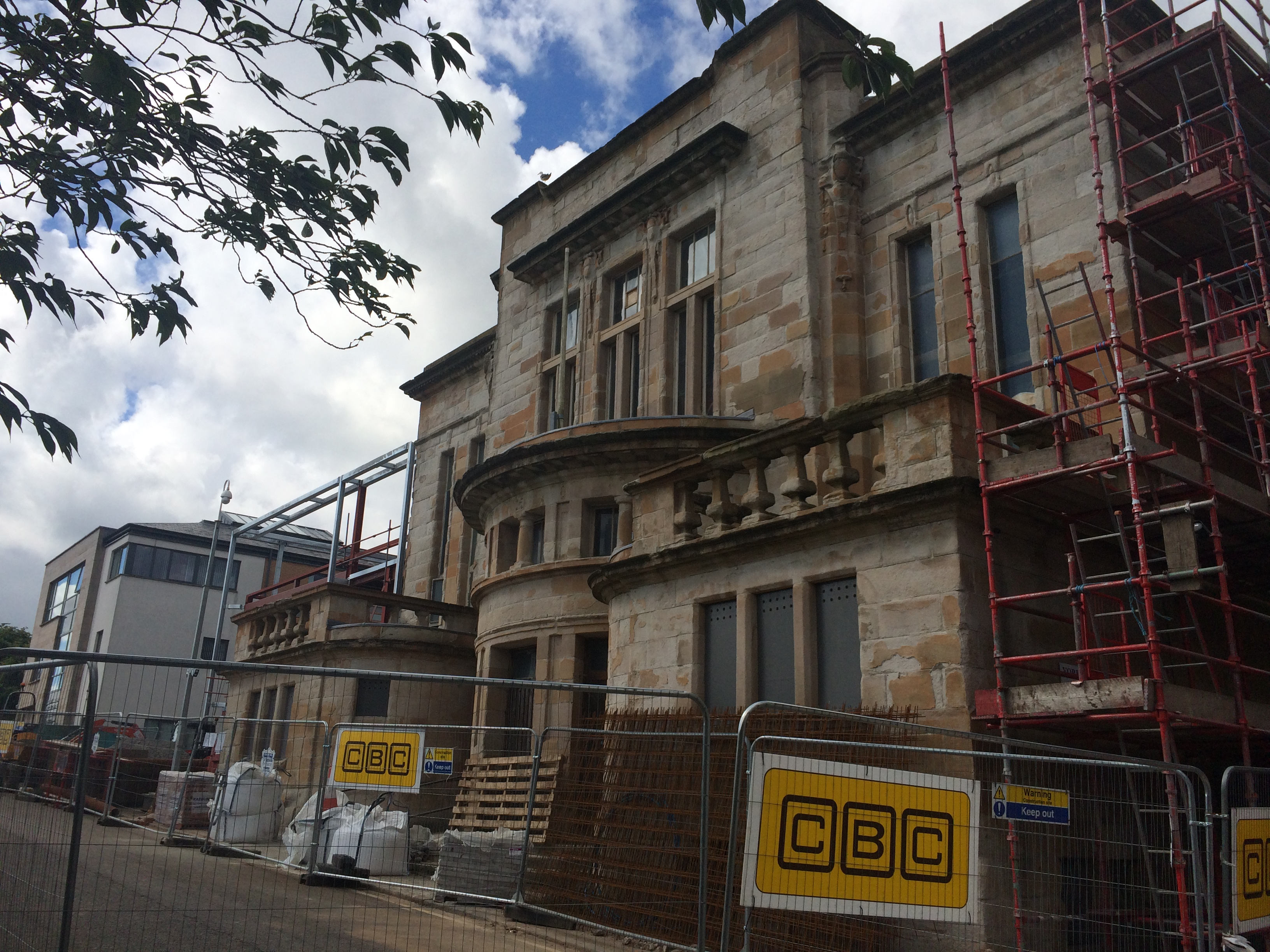
柯金蒂洛赫市政厅 摄于2016年（工事中）